# Мартин, Тодд
Тодд Кристофер Мартин (англ. Todd Christopher Martin), род. 8 июля 1970 года в Хинсдейле, штат Иллинойс, США) — бывший американский профессиональный теннисист.
- Финалист двух турниров Большого шлема в одиночном разряде (Australian Open-1994 и US Open-1999).
- Обладатель 8 титулов ATP в одиночном разряде и 5 титулов в парном.
- Экс-четвёртая ракетка мира в одиночном разряде.

## Спортивная карьера
Тодд Мартин начал профессиональную карьеру в 1990 году. В этом же году впервые участвует на турнире Большого шлема Открытом чемпионате США, где проигрывает в первом раунде. В 1993 году сумел выйти в финал сразу на пяти турнирах ATP из которых в одном сумел выиграть в Корал Спрингз. По итогу сезона получает  награду ATP «Прогресс года». В январе 1994 года выходит в финал Открытого чемпионата Австралии, где в трех сетах уступает победителю турнира Питу Сампрасу. На Уимблдонском турнире и Открытом чемпионате США Тодд сумел дойти до полуфинала. В этом же году он побеждает на двух турнирах в Мемфисе и Лондоне. Впервые в карьере год он завершает в первой десятке. В 1995 году ему удается защитить свой титул на турнире в Мемфисе, а в конце года помогает сборной США по теннису завоевать Кубок Дэвиса.
1996 год начинается с победы на турнире в Сиднее. Во второй раз в карьере в 1996 Мартин выходит в полуфинал на Уимблдонском турнире. Следующие два титула ему удается завоевать в 1998 году. Успех сопутствовал на турнирах в Барселоне и Стокгольме. В 1999 году сумел второй раз в карьере выиграть турнир в Сиднее. На Открытом чемпионате Австралии и Уимблдонском турнире в этом году доходит до четвертьфинальной стадии. На Открытом чемпионате США Тодд Мартин во второй раз сумел выйти в финал турнира Большого шлема. В финале в упорном пятисетовом поединке он уступает американцу Андре Агасси 4-6, 7-6(5), 7-6(2), 3-6, 2-6. Благодаря этому, сразу после турнира он поднимется на самую высокую строчку в рейтинге в карьере — 4 место. По итогам года он финиширует на 7 строчке. В 2000 году принимает участие в теннисном турнире на Олимпийских играх, но уступает уже в первом раунде. На Открытом чемпионате США останавливается в шаге от повторения прошлогоднего результата и выбывает на полуфинальной стадии. В 2004 году окончательно завершает профессиональную карьеру теннисиста.

### Финалы турниров Большого шлема

#### Финалы турниров Большого шлема в одиночном разряде (2)

##### Поражения (2)
| Год  | Турнир                       | Соперник в финале | Счет                      |
| ---- | ---------------------------- | ----------------- | ------------------------- |
| 1994 | Открытый чемпионат Австралии | Пит Сампрас       | 6-7(6) 4-6 4-6            |
| 1999 | Открытый чемпионат США       | Андре Агасси      | 4-6 7-6(5) 7-6(2) 3-6 2-6 |

## Выступления на турнирах ATP
| Легенда                        |
| ------------------------------ |
| Турниры Большого шлема         |
| Кубок Мастерс / финал АТР-тура |
| Кубок Большого шлема           |
| ATP Мастерс / ATP Мастерс 1000 |
| АТР Gold / АТР 500             |
| АТР International/ АТР 250     |

### Титулы за карьеру (14)

#### Одиночный разряд (8)
| №  | Дата        | Турнир        | Покрытие | Соперник в финале   | Счёт финала     |
| -- | ----------- | ------------- | -------- | ------------------- | --------------- |
| 1. | 17 мая 1993 | Корал Спрингз | Грунт    | Дэвид Уитон         | 6-3 6-4         |
| 2. | 14 фев 1994 | Мемфис        | Хард     | Брэд Гилберт        | 6-4 7-5         |
| 3. | 13 июн 1994 | Лондон        | Трава    | Пит Сампрас         | 7-6(4) 7-6(4)   |
| 4. | 20 фев 1995 | Мемфис(2)     | Хард     | Паул Хархёйс        | 7-6(2) 6-4      |
| 5. | 15 янв 1996 | Сидней        | Хард     | Горан Иванишевич    | 5-7 6-3 6-4     |
| 6. | 20 апр 1998 | Барселона     | Грунт    | Альберто Берасатеги | 6-2 1-6 6-3 6-2 |
| 7. | 16 ноя 1998 | Стокгольм     | Хард     | Томас Юханссон      | 6-3 6-4 6-4     |
| 8. | 18 янв 1999 | Сидней (2)    | Хард     | Алекс Корретха      | 6-3 7-6(5)      |

#### Парный разряд (5)
| №  | Дата        | Турнир       | Покрытие | Партнёр         | Соперники в финале               | Счёт в финале |
| -- | ----------- | ------------ | -------- | --------------- | -------------------------------- | ------------- |
| 1. | 3 мая 1993  | Тампа        | Грунт    | Деррик Ростанго | Джаред Палмер Келли Джонс        | 6-3, 6-4      |
| 2. | 16 авг 1993 | Индианаполис | Хард     | Скотт Дэвис     | Рик Лич Кен Флэк                 | 6-4, 6-4      |
| 3. | 17 апр 1995 | Бермуды      | Грунт    | Грант Коннелл   | Бретт Стивен Джейсон Столтенберг | 7-6, 2-6, 7-5 |
| 4. | 12 июн 1995 | Лондон       | Трава    | Пит Сампрас     | Ян Апелль Йонас Бьоркман         | 7-6, 6-4      |
| 5. | 5 авг 2002  | Цинциннати   | Хард     | Джеймс Блейк    | Махеш Бхупати Максим Мирный      | 7-5, 6-3      |

#### Командные турниры (1)
| №  | Год  | Турнир       | Команда                            | Соперник в финале                                | Счёт |
| 1. | 1995 | Кубок Дэвиса | США Д. Курье,Т. Мартин, П. Сампрас | Россия Е. Кафельников,А. Ольховский, А. Чесноков | 3-2  |

### Поражения в финалах (18)

#### Одиночный разряд (12)
| №   | Дата        | Турнир                       | Покрытие | Соперник в финале | Счёт в финале                 |
| --- | ----------- | ---------------------------- | -------- | ----------------- | ----------------------------- |
| 1.  | 8 фев 1993  | Мемфис                       | Хард     | Джим Курье        | 7-5, 6-7(4), 6-7(4)           |
| 2.  | 26 июл 1993 | Вашингтон                    | Хард     | Амос Мансдорф     | 6-7(3), 5-7                   |
| 3.  | 2 авг 1993  | Монреаль                     | Хард     | Микаэль Пернфорс  | 6-2, 2-6, 5-7                 |
| 4.  | 18 окт 1993 | Токио                        | Ковер    | Иван Лендл        | 4-6, 4-6                      |
| 5.  | 31 янв 1994 | Открытый чемпионат Австралии | Хард     | Пит Сампрас       | 6-7(6), 4-6, 4-6              |
| 6.  | 2 мая 1994  | Атланта                      | Грунт    | Майкл Чанг        | 7-6(4), 6-7(4), 0-6           |
| 7.  | 9 мая 1994  | Пайнхерст                    | Грунт    | Джаред Палмер     | 4-6, 6-7(5)                   |
| 8.  | 18 дек 1995 | Кубок Большого шлема         | Ковер    | Горан Иванишевич  | 6-7(4), 3-6, 4-6              |
| 9.  | 26 фев 1996 | Мемфис                       | Хард     | Пит Сампрас       | 4-6, 6-7(2)                   |
| 10. | 22 авг 1996 | Стокгольм                    | Хард     | Томас Энквист     | 5-7, 4-6, 6-7(0)              |
| 11. | 12 апр 1999 | Эшторил                      | Грунт    | Альберт Коста     | 6-7(4), 6-2, 3-6              |
| 12. | 13 сен 1999 | Открытый чемпионат США       | Хард     | Андре Агасси      | 4-6, 7-6(5), 7-6(2), 3-6, 2-6 |

#### Парный разряд (5)
| №  | Дата        | Турнир       | Покрытие | Партнёр       | Соперники в финале             | Счёт в финале |
| -- | ----------- | ------------ | -------- | ------------- | ------------------------------ | ------------- |
| 1. | 26 апр 1993 | Атланта      | Грунт    | Джаред Палмер | Пол Аннакоун Ричи Ренеберг     | 4-6, 6-7      |
| 2. | 14 авг 1995 | Индианаполис | Хард     | Скотт Дэвис   | Марк Ноулз Даниэль Нестор      | 4-6, 4-6      |
| 3. | 30 окт 1995 | Париж        | Грунт    | Джим Грабб    | Патрик Гэлбрайт Грант Коннелл  | 2-6, 2-6      |
| 4. | 4 ноя 1996  | Стокгольм    | Хард     | Крис Вудрафф  | Патрик Гэлбрайт Джонатан Старк | 6-7, 4-6      |
| 5. | 9 мар 1998  | Индиан-Уэллс | Хард     | Ричи Ренеберг | Йонас Бьоркман Патрик Рафтер   | 4-6, 6-7      |

#### Командные турниры (1)
| №  | Год  | Турнир       | Команда                                       | Соперник в финале                                    | Счёт |
| 1. | 1997 | Кубок Дэвиса | США Т. Мартин, П. Сампрас, Дж. Старк, М. Чанг | Швеция Й. Бьоркман, М. Ларссон, Н. Култи, Т. Энквист | 0-5  |